# Sybaris (geslacht)
Sybaris is een geslacht van kevers uit de familie oliekevers (Meloidae).
Het geslacht is voor het eerst wetenschappelijk beschreven in 1832 door Stephens.

## Soorten
Het geslacht omvat de volgende soorten:
- Sybaris andersoni Pic, 1932
- Sybaris apicalis Pic, 1930
- Sybaris arrighii Fairmaire, 1897
- Sybaris bicolorkeps Pic, 1932
- Sybaris burmaensis Saha, 1979
- Sybaris cylindricus Saha, 1979
- Sybaris elgonensis Pic, 1930
- Sybaris erythraea Pic
- Sybaris flaveola Marseul, 1880
- Sybaris flavus (Thunberg, 1791)
- Sybaris garhwalensis Saha, 1979
- Sybaris ictericus Gyllenhal in C. J. Schoenherr, 1817
- Sybaris immunis Stephens, 1832
- Sybaris infranigra Pic, 1913
- Sybaris nigrifinis Walker, 1858
- Sybaris occidentalis Kaszab, 1981
- Sybaris picta Marseul, 1880
- Sybaris praeustus (L. Redtenbacher, 1844)
- Sybaris semivittatus (L. Redtenbacher, 1844)
- Sybaris testaceus (Fabricius, 1792)
- Sybaris travancorensis (Pic )
- Sybaris tunicatus (L. Redtenbacher, 1844)
- Sybaris validicipes (Pic )
- Sybaris yakkala Mohamedsaid, 1979